# جنجال بزرگ
جنجال بزرگ فیلمی به کارگردانی سیاوش شاکری، نویسندگی حسن هدایت و جمال امید و تهیه‌کنندگی علی صادقی محصول سال ۱۳۶۳ است.

## خلاصه فیلم
این فیلم داستان پیرمردی است که دو مشکل دارد، اول اینکه دامادش را متقاعد کند که هر چه زودتر خانه‌ای تهیه کند و همسر عقد کرده‌اش را از خانه او ببرد وگرنه اجازه ندارد وارد خانه او شود. دوم حفاظت از پس اندازش که مایل نیست در بانک نگهداری کند و آن را به صورت نقدی در آستر کت خود جاسازی کرده است.